# کانوا
Canva یک پلتفرم استرالیایی برای طراحی گرافیکی است که برای ایجاد طرح هایی برای شبکه های اجتماعی، ارائه ها، پوسترها ، اسناد و سایر محتوا های بصری استفاده می شود. این برنامه شامل قالب هایی آماده برای استفاده کاربران است. استفاده از این پلتفرم رایگان است و همچنین این اپلیکیشن اشتراک های پولی مانند کانوا حرفه ای و کانوا برای سازمان ها را برای امکانات بیشتر ارائه می دهد. در سال 2021، Canva همچنین ابزاری برای ویرایش ویدیو را راه اندازی کرد. کاربران همچنین می توانند طرح های خود را به صورت فیزیکی چاپ و برای آنها ارسال شود.

## تاریخ
کانوا در پرث استرالیا توسط ملانی پرکینز، کلیف اوبرشت و کامرون آدامز در 1 ژانویه 2013 بنیان گذاشته شد. در سال اول، کانوا بیش از 750000 کاربر داشت. در آوریل 2014، گای کاوازاکی، متخصص رسانه های اجتماعی و فناوری، به عنوان مبشر اصلی (مبلغ برند) به شرکت ملحق شد. در سال 2015، Canva for Work با تمرکز بر مواد بازاریابی راه اندازی شد.

### کسب
در سال 2018، این شرکت به عنوان بخشی از گسترش خود در فضای ارائه، استارتاپ ارائه Zeetings را به مبلغی نامشخص خریداری کرد.
در ماه مه 2019، این شرکت خرید Pixabay و Pexels را اعلام کرد، دو سایت رایگان عکاسی استوک مستقر در آلمان ، که به کاربران Canva اجازه می‌دهد به عکس‌های خود برای طراحی دسترسی داشته باشند.
در فوریه 2021، Canva استارتاپ اتریشی Kaleido.ai و Smartmockups مستقر در چک را خریداری کرد.